# Pierre de Grauw
 (septembre 2016).
Pierre de Grauw, pseudonyme de Petrus Michiel De Grauw, né à Utrecht le 3 décembre 1921 et mort à Pont-Scorff (Morbihan) le 17 juillet 2016, est un prêtre catholique, peintre, sculpteur, graveur et médailleur néerlandais actif en France.
Pratiquant la peinture et la sculpture dès sa jeunesse en autodidacte, Pierre De Grauw est l’auteur de plusieurs œuvres monumentales installées en France et aux Pays-Bas. Depuis 2012, un musée dénommé « Espace Pierre De Grauw » lui est dédié dans la commune de Pont-Scorff (Morbihan), à laquelle il a légué son fonds d’atelier et ses archives. Cette collection regroupe des œuvres caractérisées par des thèmes bibliques, empruntés principalement à l’Ancien Testament, mais présentés sous un éclairage humaniste et philosophique, libre de toute appartenance confessionnelle et de la distinction courante entre sacré et profane. Elle se signale par une unité et un questionnement existentiel profond qui accompagnent l’évolution de l’artiste depuis plus de soixante ans.

## Biographie
Fils de Johannes Cornelus de Grauw et de Hendrina Antonia née Storm, Petrus Michiel De Grauw est le deuxième enfant d’une famille qui en compte cinq. Son père, fonctionnaire au service des chemins de fer néerlandais, est un passionné de voyages en pays francophones. 
Âgé de onze ans, il déclare vouloir être prêtre? Ses parents pas très fortunés et Pierre, n'étant un élève très brillant, ils vont sur les conseils du vicaire de leur paroisse, un Augustin, le diriger en septembre 1933, sur le séminaire de Venlo, située sur la Meuse à cinq kilomètres de la frontière allemande. Là, il découvre le théâtre qui va tenir une grande place dans ses activités, il y découvre également la peinture, et le modelage. Pourvu enfin de son bac, il rejoint en 1943, le noviciat de l’ordre des ermites de Saint-Augustin à Witmarsum (en Frise, aux Pays-Bas) puis suit la formation philosophique et théologique dispensée par son ordre. En 1950, il est ordonné prêtre, à Nimègue, par monseigneur Mutsaaerts, évêque de Bois-le-Duc. Mais l’expérience de la guerre, le drame de la persécution des Juifs par l’Allemagne nazie, plus tard le concile Vatican II et sa mise en application, ont peut-être plus profondément marqué sa vie que les rites des ordres sacrés. Il s’en explique longuement dans plusieurs récits autobiographiques qui constituent des documents de première main pour l’histoire sociologique du catholicisme du XXe siècle,.
En 1950, il est envoyé en France avec quelques confrères pour y réinstaller une branche de son ordre absent de France depuis la Révolution française de 1789. L’archevêque de Paris confie aux Augustins la paroisse de Bagneux (Hauts-de-Seine). Il loge à  la maison des Augustins qui fut jadis le presbytère, puis vendu au maréchal Augereau, puis à Masséna pour y loger sa maîtresse Eugénie Renique, qui la revend au curé, puis rachetée par l'épiscopat parisien qui y logea les sœur Saint Vincent de Paul, et qui restera connue, encore aujourd'hui la maison Masséna.
Après un bref apprentissage de la langue française aux facultés catholiques d’Angers, il est mis au service de la pastorale paroissiale. En 1952, il exerce des fonctions de vicaire. En 1956, il devient aumônier du collège Saint-Gabriel à Bagneux. Il y crée une chorale avec des élèves pour qui il organise et anime des voyages en Hollande, en Italie (Milan, Florence) et en Autriche (Salzbourg) où ils donnent des concerts. Il anime aussi avec sa chorale les cérémonies liturgiques de la semaine sainte dans le Jura (Saligney et Anlezy) en coopération avec Pierre Gilet, professeur de français. Michel Leeb, le célèbre acteur comique, y fera ses premières armes, comme il le décrit dans son livre La Valise en croco : « Son enseignement ne se limitait pas à une initiation à la lecture des textes bibliques ; les grandes encycliques sur la doctrine sociale de l’Église catholique, la compréhension des grands mouvements philosophiques, dominée à l’époque par la pensée marxiste, étaient au cœur de sa réflexion. » Il est également aumônier fédéral de la Jeunesse étudiante chrétienne.
En 1962, le chapitre provincial de son ordre le nomme prieur de la petite communauté des augustins de Bagneux. Parallèlement et depuis les années 1960, il est aumônier adjoint des écoles d’art de Paris, puis aumônier titulaire de l’École nationale supérieure des arts appliqués et des métiers d'art Olivier-de-Serres, fonction qu’il continuera d’exercer jusque dans les années 1980. Il représente les prêtres responsables de la pastorale des artistes au Conseil presbytéral du diocèse de Paris. La sculpture conserve une place importante dans ses activités. 
Dès 1950, il installe son atelier dans une dépendance de la maison communautaire de Bagneux et fait la connaissance de Pierre Thézé, sculpteur et directeur de l’École régionale des beaux-arts d'Angers. Par l’intermédiaire de celui-ci, il prend contact avec les sculpteurs René Leleu et Bernard Mougin, dont il fréquente régulièrement les ateliers aux portes de Paris. Dès 1957, il est invité à exposer au Salon de la jeune sculpture et plus tard, régulièrement, au Salon d’automne, au Salon comparaisons, ainsi qu’à la Biennale  formes humaines dans les jardins du musée Rodin à Paris. Il participe également au Salon annuel d’art sacré. Très tôt, il fait partie de l’équipe des Artisans du sanctuaire impliqués dans la création d’un mobilier liturgique rénové au sein de la Société de Saint-Jean pour le développement de l'art chrétien. À l’instigation de Jacques Le Chevallier, maître-verrier et professeur à l’École des beaux-arts de Paris, il étudie le dessin au centre des Ateliers d'art sacré du no 6 rue de Furstemberg et aux ateliers libres du quartier du Montparnasse, notamment à l'Académie de la Grande Chaumière. Dès 1974, il s’adonne à l’art de la médaille. La Monnaie de Paris éditera une dizaine de ses thèmes bibliques, dans la série « Grandes fontes », pour le Club français de la médaille.
En 1972, il rencontre sa future épouse Georgine Morard au sein de la Communion de Boquen, mouvement en quête d’un nouveau christianisme, lancé dès 1968 sous l’impulsion de Bernard Besret, moine cistercien de l’abbaye de Boquen (Bretagne). De plus en plus préoccupé par la problématique religieuse au sein du monde moderne, il participe aux séminaires hebdomadaires de sociologie religieuse dirigés par Émile Poulat à l’École des hautes études en sciences sociales de Paris.
À partir de 1973, bien qu’écarté progressivement par les autorités ecclésiastiques de l’exercice du ministère presbytéral, il prend une part active à l’animation pastorale de la chapelle Saint-Bernard-de-Montparnasse, haut lieu d’avant-garde liturgique parisien des années 1970. Fermement déterminé  à poursuivre un ministère compatible, à son avis, avec le statut d’homme marié, il refuse de signer une demande de réduction à l’état laïc. Après son exclusion de l’ordre des Augustins, il maintient son atelier dans les jardins de la maison communautaire de Bagneux, et lorsque les Augustins quitteront cette ville en 2010, faute de vocations, il sera le dernier occupant des lieux.
De 1981 à 1996, Pierre De Grauw enseigne crée l'atelier de sculpture de Bagneux, dans le cadre des ateliers d’arts plastiques de la municipalité de Bagneux. Il devient membre de la Maison des artistes en 1979, et membre du Syndicat des sculpteurs. En 2007, il rencontre le maire de Pont-Scorff (Morbihan), petite ville dont la politique culturelle, développée depuis plusieurs années déjà, lui semble fournir un cadre propice à la valorisation et la conservation de son fonds d’atelier constitué d’œuvres réalisées indépendamment de toute commande. Ces œuvres font l’objet d’une donation à la commune en juillet 2010. Le 23 juin 2012 est inauguré l’Espace Pierre de Grauw, aménagé dans le bâtiment de l’ancienne mairie-école restaurée au titre du patrimoine régional de Bretagne, caractéristique du XIXe siècle.

## Artiste et penseur
Pierre de Grauw a exploré la plupart des grandes techniques artistiques : dessin et peinture (fresque, huile, encre, mine de plomb…), gravure (pointe sèche et linogravure), et surtout la sculpture. Il a travaillé de très nombreux matériaux : bois (avec une prédilection pour le chêne et les traverses de chemin de fer), pierre, plâtre, bronze, cuivre, terre cuite, papier.
C’est la sculpture qui définit fondamentalement son œuvre et son être d’artiste. Il la considère lui-même comme un succédané de la passion pour le théâtre qui anima son adolescence. Le choix de cette technique donne à son trait, jusque dans le dessin, un angle, une attaque qui ne cachent rien de la résistance qu’elle impose à l’artiste et de la force patiente, parfois inquiète, avec laquelle celui-ci la maîtrise. Par analogie, l’art de Pierre de Grauw est une prolongation du combat biblique de Jacob avec l’ange (Genèse) autant sinon plus que le Job souffrant mais debout. 
L’œuvre de Pierre de Grauw est dominée surtout les images et les thèmes bibliques. Cependant son art n’est ni un art « chrétien » ni même un « art religieux », du moins s’en défend-il. C’est l’Homme (Mensch) comme être de relations, en sa double dimension masculine et féminine, inscrite dans le temps de l’histoire et dans la quête du sens, qui est le thème dominant de son œuvre. On ne saurait pourtant nier que Dieu y soit présent. Mais comme un interlocuteur, jamais comme une idole ou comme une statue. Peut-être comme un partenaire, voire comme un adversaire, surtout lorsqu’il est déguisé par de fausses certitudes qui étouffent la recherche, la révolte, les questions. C’est le trésor de l’expérience humaine, exprimé dans le langage simple, imagé et concret de la langue hébraïque que Pierre de Grauw lit et cherche dans la Bible. « Je compris qu’à travers mes sculptures et mes dessins bibliques, je racontais l’histoire de l’homme » (Pierre de Grauw 2012, p. 39).
 (mars 2017).
- Si vous ne connaissez pas le sujet, laissez ce bandeau (vous pouvez alors contacter les auteurs).
- Si vous supprimez le contenu mis en cause (vous pouvez préalablement contacter les auteurs),

argumentez précisément cette suppression dans la page de discussion
(un manque de référence n'est pas un argument ; une recherche réelle de référence doit avoir été effectuée, être formellement documentée).
Comme le patriarche de la Genèse, il veut faire plier Dieu dans la matière pour le forcer à dire son Nom, à répondre au cri profond de l’Homme dont l’artiste, au-delà de sa quête personnelle, se fait le porte-voix. Questionneur révolté et sûr de sa cause, comme le patriarche de la Genèse, l’artiste ne sort pas indemne de cette lutte. Et si parfois elle a l’allure d’une danse, l’énergie dont elle s’alimente ne se départ jamais du rythme à la fois rude et souple que le burin et le marteau ont à jamais inscrit dans sa démarche. C’est comme si son art ne consistait qu’à faire ressortir les veines de la matière, celles du moins qu’il veut faire parler. Ou plutôt celles dont il veut libérer le flux pour exprimer sa quête, sa révolte, son chant ou son cri tour à tour. C’est un poncif de dire que l’artiste, par son art, donne vie à la matière ou que l’art s’apparente à l’œuvre de la création divine. Pierre de Grauw ne se prend pas pour Dieu ; il veut « 'faire cracher » à la matière qu’il travaille ce que Dieu n’a pas « dit » aux jours de la création ; il veut rendre audible le son enfoui dans le silence des éléments (thème de la Parole absence, Pierre de Grauw, 2012), entendre enfin la réponse au « pourquoi » et au « qu’est-ce donc ? » que les événements de l’histoire ne cessent de lancer vers le ciel depuis que l’homme est homme.[réf. nécessaire]
Pierre De Grauw vit et pense aussi son œuvre. Celle-ci est à la fois l’expression d’une histoire personnelle, marquée par les événements du XXe siècle, et l’objet d’une incessante réflexion, nourrie par la rumination de la Bible et de saint Augustin (essentiellement Les Confessions), et de penseurs contemporains comme Paul Tillich, Dietrich Bonhoeffer, Vladimir Jankelevitch, Jules Monchanin, dont les citations reviennent souvent sous sa plume et dans sa bouche.

## Expositions
- 1967 - Salon de la jeune sculpture à Bagneux
  - Job ou L'Homme de douleurs, prix de la ville de Bagneux
- s.d. Paris - Galerie Transposition , boulevard Raspail, il expose par deux fois
- s.d. Paris - Salon d'Art Sacré : Job, l'Homme de douleurs

## Œuvres dans les collections publiques
En Belgique
- Ermeton-sur-Biert, monastère des bénédictines :
  - Candélabre pascal, 1960 ;
  - Christ et Tabernacle, bois et étain, 1992 ;
  - Ambon, bois, 1992 ;
  - Saint-Benoît, bois, 1993 ;
  - Annonciation, bas-relief en terre-cuite, 1994.

En France
- Bagneux
  - nouvel hôtel de ville : La Rencontre, groupe en cuivre, 1985.
  - Le Cri, monument à la mémoire de la Résistance, cuivre et bas-relief en pierre, 1995.
  - Église Saint-Hermeland de Bagneux:  Le Buisson ardent autel en bois, tabernacle, dans le bas côté gauche -   dans le bas-côté droit, appuyée à la colonne du clocher :  Vierge à l'Enfant, (bois), bas-côté droit.
  - Église Sainte-Monique de Bagneux :  Sainte Monique, statue en bois
- Marseille, Faculté des sciences d'Aix-Marseille, Institut des neurosciences (Inmed/Inserm) :
  - Le Roi se meurt, cuivre, 1996 ;
  - En elle-même, cuivre, 1986 ;
  - Le Dernier Prophète, bois et cuivre, 2004 ;
  - Les Gardiens, bois et cuivre, 2004.
- Paris :
  - chapelle Saint-Bernard-de-Montparnasse :
    - Christ ; Tabernacle ; Autel ; Ambon et Candélabre, bois, 1970 ;
    - Mur de prière, plâtre, 1980.

  - église Notre-Dame-d'Espérance : Les Quatre évangélistes, bas-relief en cuivre et bois, 1998.
  - église Saint-Merri : Christ aux outrages , cuivre, 1985.
- Pont-Scorff :
  - carrefour route de Lorient : Jérémie portant le joug, cuivre, 2001.
  - église, parvis :
    - Le Sacrifice d’Abraham, résine patinée et bronze, 1958 et 2002 ;
    - Le Roi se meurt, bronze, 2005.

  - mairie, bas-côté gauche : Le Buisson ardent, bas-relief en ardoise, 2009.
  - passage de l’église : Pietà, bas-relief en bronze, 2011[11].
  - place de la Maison des princes : Job et ses amis, groupe en cuivre, 2000 et 2004.
- Sèvres, cour de la mairie : En elle-même, bronze, 2010.

Aux Pays-Bas
- Nimègue, Museumpark Orientalis (nl) : Les Sept Prophètes, bois, 1987.
- Utrecht, musée du couvent Sainte-Catherine : La Femme de Loth, cuivre, 2004.

## Médailles
Une dizaine de médailles ont été éditées par la Monnaie de Paris dans la série « Grandes fontes », pour le Club français de la médaille.

## Publications
- Avec Georgine de Grauw, Chemins de traverse, Récit à deux voix, Éditions Karthala, Paris, 2000.
- Avec Georgine de Grauw, Les Arbres jaunes, éditions Publibook [à compte d'auteur], Paris, 2008.
- Avec François Boespflug, Albert Rouet, Jean-Baptiste Michel et Georgine De Grauw, Pierre De Grauw, sculptures, dessins, peintures, Rennes, Éditions Apogée, 2012.
- (nl) Een persoonlijke terugblik op 60 jaar Nederlandse Augustijnenin Frankrijk, Avant-propos de Paul Clement, O.S.A. [prieur de la province des Augustins des Pays-Bas], Eindhoven, 2014 [hors-commerce], 54 pages.
- Paroles et sculpture, préface de Jean Lavoué, Éditions Saint-Léger, 180 p.  (ISBN 9782364522251)